# Zbigniew Mańkowski
Zbigniew Tadeusz Mańkowski (ur. 10 sierpnia 1929, zm. 24 listopada 2020) – polski harcerz grupy Zawisza Szarych Szeregów, sekretarz zarządu Polskiego Towarzystwa Sprawiedliwych wśród Narodów Świata, Sprawiedliwy wśród Narodów Świata. 

## Życiorys
Urodził się jako syn Bronisława i Janiny Mańkowskich. Miał dwóch starszych braci Jerzego i Andrzeja. Podczas okupacji niemieckiej działał w grupie harcerskiej Zawisza Szarych Szeregów. Do jego zadań należało m.in. zrywanie niemieckich sztandarów i rozpylanie gazu łzawiącego w kinach emitujących propagandowe kroniki filmowe. W czasie powstania warszawskiego był więźniem obozu w Forcie Mokotów, po czym został przeniesiony do niemieckiego nazistowskiego obozu przejściowego w Pruszkowie. 
W czerwcu 1941 r. rodzina Mańkowskich udzieliła schronienia Reginie Fern, która opuściła rodzinny dom po pogromach lwowskich Żydów. Bronisław i Janina zatrudnili ją jako służącą pod nazwiskiem Józefa Malec, później jako Józefa Nałęcz. Ukrywali dziewczynę w swoim domu przy ul. Gimnastycznej 5 na Mokotowie do wybuchu Powstania Warszawskiego, w którym dziewczyna wzięła udział jako łączniczka. Przez kilka miesięcy między 1943 a 1944 r. państwo Mańkowscy ukrywali również Irenę Fejgin Filipowską. Po zakończeniu działań wojennych Irena przeniosła się do Łodzi, natomiast Regina zamieszkała w Belgii. Obie kobiety pozostały w bliskim kontakcie z Mańkowskimi.
W 1986 r. Zbigniew Mańkowski został uhonorowany przez Jad Waszem medalem Sprawiedliwy wśród Narodów Świata. Wraz z nim odznaczeni zostali rodzice oraz bracia. W latach 1991–2008 sekretarz zarządu Stowarzyszenia Polskich Sprawiedliwych wśród Narodów Świata. 10 października 2007 r. otrzymał z rąk Lecha Kaczyńskiego Krzyż Komandorski Orderu Odrodzenia Polski. 
Zmarł 24 listopada 2020 roku.